# Ладві (станція метро)
50°07′35″ пн. ш. 14°28′10″ сх. д. / 50.12639° пн. ш. 14.46944° сх. д.
Ладві (чеськ. Ládví) — станція Празького метрополітену. Розташована на лінії C між станціями «Стржижков» і «Кобиліси». До відкриття «Летняни» була кінцевою станцією, працювала у човниковому режимі. Станція розташована у Кварталі Дябліце і в районі Кобиліси. За станцією розташовано тристрілочний оборотний тупик, куди заїжджає кожен другий потяг.
Конструкція станції — колонна двопрогінна мілкого закладення (глибина закладення — 8,85 м) з двома береговими платформами.

## Вестибюль
Станція має вестибюль, поєднаний з декількома переходами. Вихід з неї розташовується в центрі залу.

## Фотографії

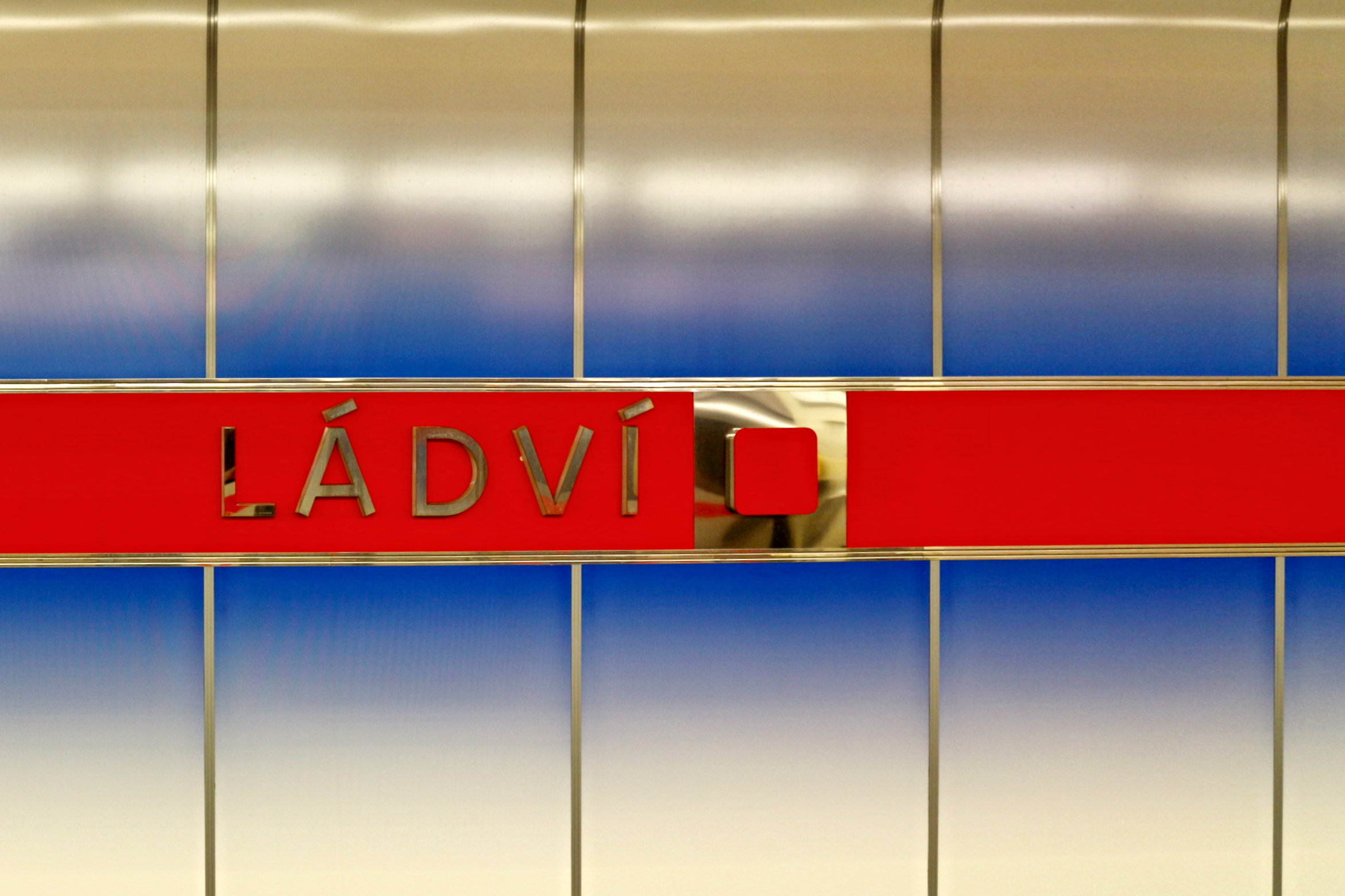
Назва на колійній стіні
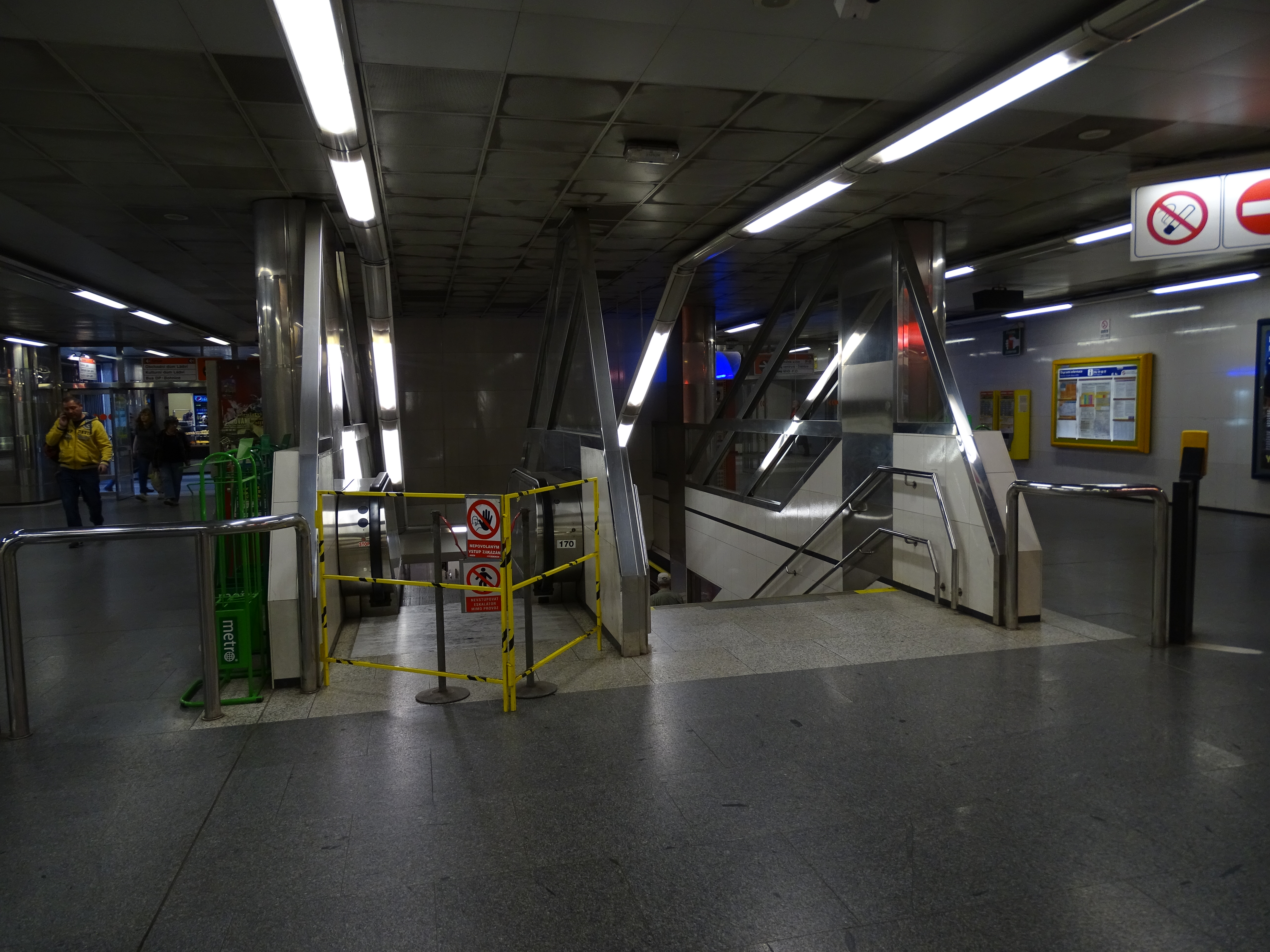
Підземний вестибюль